# Xavier Moreau
Xavier Moreau, né le 25 octobre 1971, est un ancien militaire et homme d'affaires franco-russe. Il est connu pour être un propagandiste du Kremlin, diffusant de nombreux éléments de désinformation sur la guerre russo-ukrainienne, notamment au cours de l'invasion russe de l'Ukraine, et son soutien à la politique du président russe Vladimir Poutine.

## Biographie
Xavier Moreau naît le 25 octobre 1971. Il étudie à l'École spéciale militaire de Saint-Cyr. Après cinq ans de carrière dans l'armée en tant que parachutiste, il la quitte en 1999. Il est également titulaire d'un DEA en relations internationales.
Après son départ de l'armée, il se reconvertit dans le « conseil en sûreté des affaires », déménage en Russie en 1999 ou 2000 et intègre une entreprise de sécurité privée, Risk&Co, chargée de protéger les salariés français de Renault dans le pays. Il est également propriétaire d'une entreprise d'informatique, LinkIT Vostok. Un an plus tard, en 2014, il quitte l'entreprise de sécurité privée Sokol, fondée avec son frère Thomas. Elle était notamment chargée de la sécurité des ambassades françaises à Moscou et à Kyiv. Il se brouille avec son frère, dirigeant pendant six ans de la Chambre de commerce et d'industrie franco-ukrainienne, qui lui reproche de « mélanger le militantisme et le business » alors qu'il se tourne vers un soutien à la Russie. Il appartient alors aux milieux d'affaires français en Russie, fortement russophiles.
Au cours de la mobilisation russe de 2022, il fait savoir qu'il est sur la liste des personnes qui pourraient être convoquées et dit : « Si je suis appelé j'irai » mais il déclare qu'il est peu probable qu'il le soit vu son âge et sa situation familiale. En janvier 2024, une rumeur se répand, affirmant que Xavier Moreau aurait quitté la Russie pour revenir en France afin de fuir l'ordre de mobilisation qui lui aurait été adressé. Cette rumeur s'appuie en fait sur un article, créé « de toutes pièces ».

## Positionnement politique
Il est décrit par Challenges comme « proche de l'extrême-droite », ce que confirme France Info. Libération le dit « proche d'Alain Soral ». 
Après l'élection présidentielle de 2017, il déclare avoir voté pour François Fillon. Le 25 mai 2019, avant les élections européennes de 2019, il indique qu'il votera pour le Rassemblement national. Il intervient sur des médias en ligne d'extrême droite, comme les réseaux du mouvement Civitas ou Égalité et Réconciliation d'Alain Soral. 

## Liens avec la Russie, propagande et désinformation
Xavier Moreau entretiendrait, selon un expatrié français en Russie, des liens avec les services de sécurité russes, notamment le FSB. Il dément ces accusations mais, dans les années 2000, il est proche d'Alexeï Korotaïev, ex-général du Service des renseignements extérieurs de la fédération de Russie (SVR) expulsé de Suisse pour espionnage, et cela lui permet d'obtenir des contrats pour son entreprise Sokol. 
En 2013, il obtient la citoyenneté russe et, en 2014, il participe en tant qu'observateur au référendum d'annexion en Crimée, puis aux référendums sur l'autonomie dans le Donbass,. En 2015, il publie Ukraine, pourquoi la France s'est trompée, un « essai à sens unique » préfacé par le député européen russophile Thierry Mariani. Le 8 décembre 2018, lors d'une manifestation des Gilets jaunes, il déploie un drapeau de la république de Donetsk, entité séparatiste autoproclamée du Donbass, aux côtés de Fabrice Sorlin, militant d'extrême droite pro-russe dont il est proche. 
Après le lancement de l'invasion de l'Ukraine par la Russie, le 24 février 2022, il continue à relayer la propagande du Kremlin sur son site Stratpol, se présentant comme un « expert en analyse politique et stratégique ». Il affirme notamment que la victoire de l'armée russe en Ukraine est inévitable et que les sanctions prises contre la Russie n'ont pas d'effet sur son économie. Il soutient aussi que l'invasion de l'Ukraine est « orchestré[e] par l'Otan ». Il justifie l'invasion russe et attribue à l'Ukraine le crash du vol MH 17, provoqué par les séparatistes du Donbass, ainsi que le massacre de la prison d'Olenivka qui tue 53 prisonniers de guerre ukrainiens. Il défend la thèse selon laquelle la révolution de Maïdan serait un « coup d’État », contredite par les spécialistes ayant travaillé sur le sujet,.
Outre son blog, il intervient sur d'autres canaux et médias au « fort tropisme pro-Kremlin », complotistes ou liés à l'extrême droite, comme TV Libertés (fondée par un ancien cadre du RN), Égalité et Réconciliation, Sud Radio, Sputnik ou RT France. Il participe à la diffusion de RT depuis la Russie, apparaissant notamment dans sa propre émission hebdomadaire diffusée par la chaîne.
En septembre 2022, il se rend dans les villes de Donetsk, Rostov-sur-le-Don et Taganrog en qualité d'« observateur étranger » des référendums sur l'annexion des régions occupées d'Ukraine, accompagné notamment du militant d'extrême droite Yvan Benedetti ou de l'ex-colonel Alain Corvez. Ces référendums ne sont pas reconnus par la majorité de la communauté internationale et considérés comme « illégaux » par Rosemary DiCarlo, représentante de l'ONU. Fin 2022, il est accrédité comme « reporter de guerre » par la Russie dans le Donbass. Ses activités de désinformation et de partage de la propagande au service du Kremlin agacent ses connaissances des milieux d'affaires moscovites, qui estiment qu'il est « plutôt sympathique mais ne fait que recracher sans recul ni réflexion la propagande du Kremlin ». 
En 2023, il est invité à une conférence organisée par un collectif d'extrême droite à Colmar, promouvant la « victoire » de la Russie et s'affiche, en mars de la même année, aux côtés du ministre russe des Affaires étrangères, Sergueï Lavrov. En février 2024, il apparaît sur une affiche de promotion pour une conférence à l'Université de Genève, qui réunit aussi Guy Mettan et Régis Le Sommier, tous deux appartenant, selon Blick au « gratin prorusse de la francophonie ». La conférence est finalement annulée par les organisateurs, car elle ne présenterait selon eux qu'« une seule vision », faute d'avoir pu « convaincre d’autres personnes d’un autre point de vue que le [sien] de participer ».
Il compte sur sa chaîne YouTube 185 000 abonnés avant qu'elle ne soit fermée le 1er octobre 2022 par la plateforme, en raison de « manquements graves ou répétés au règlement de YouTube interdisant l’incitation à la haine ». Il se lance alors sur Rumble et Odysee, deux plateformes de diffusion en ligne prisées par la mouvance conspirationniste.
Selon Maxime Audinet, chercheur spécialiste de l'influence russe, les Français comme Xavier Moreau « servent à blanchir la propagande russe » : « Un citoyen français qui va défendre des positions que l'on peut qualifier de pro-Kremlin, cela peut être perçu comme plus crédible que si c'est un propagandiste d'un média d’État russe ». Pour Desk Russie, Xavier Moreau est « un zélote acharné des thèses du Kremlin, y compris les plus faisandées ».

## Vie privée
Xavier Moreau est marié à une femme russe et a cinq enfants.